# Cohors I classica

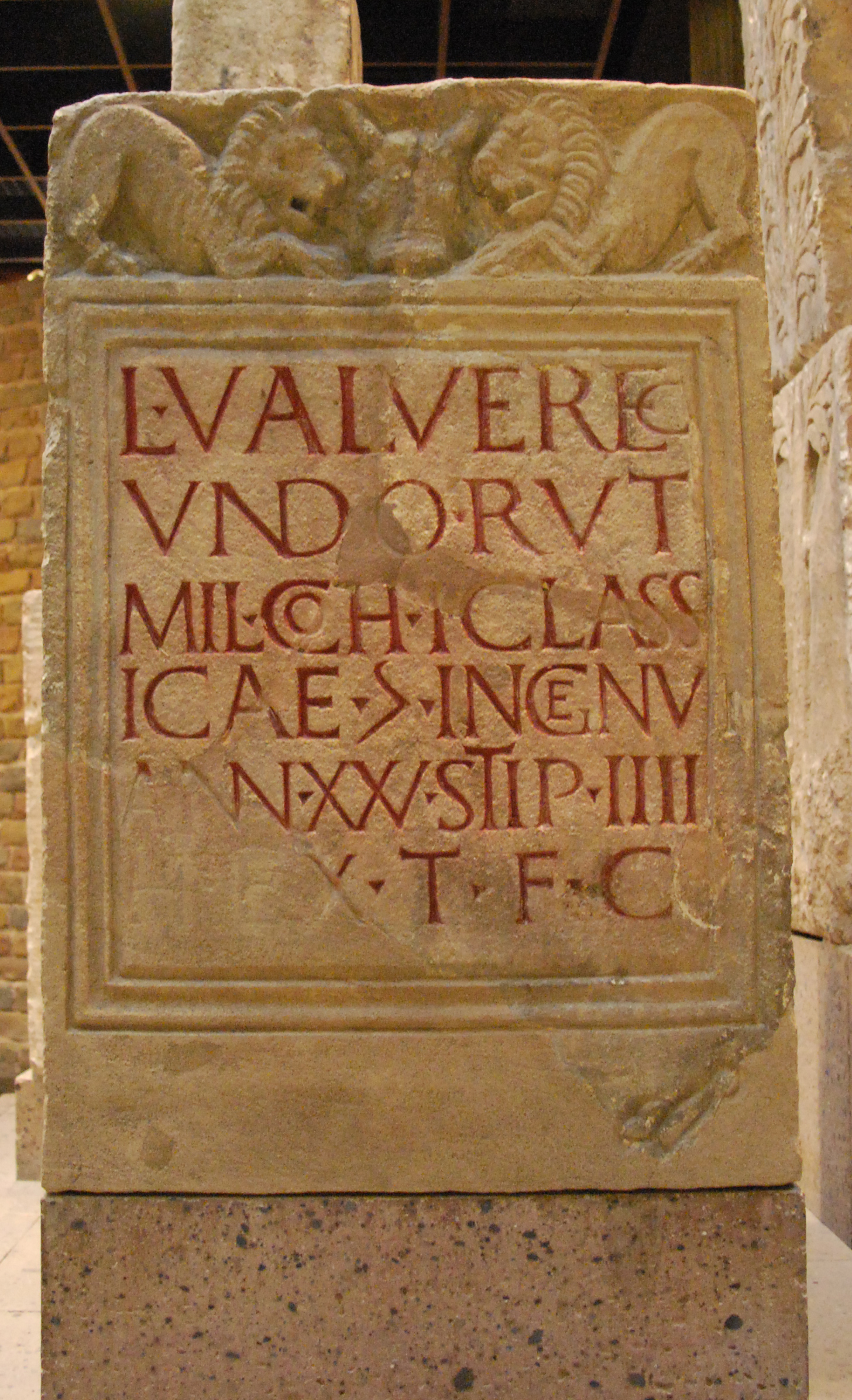
Grabstein des Lucius Valerius Verecundus

Die Cohors I classica [pia fidelis] [Domitiana] (deutsch 1. Kohorte der Flottenangehörigen [loyal und treu] [die Domitianische]) war eine römische Auxiliareinheit. Sie ist durch Militärdiplome und Inschriften belegt. Laut John Spaul ist die Kohorte mit der Cohors nauticorum identisch, die in mehreren Inschriften aufgeführt wird.

## Namensbestandteile
- Cohors: Die Kohorte war eine Infanterieeinheit der Auxiliartruppen in der römischen Armee.

- I: Die römische Zahl steht für die Ordnungszahl die erste (lateinisch prima). Daher wird der Name dieser Militäreinheit als Cohors prima .. ausgesprochen.

- classica: der Flottenangehörigen. Die Soldaten der Kohorte wurden bei Aufstellung der Einheit aus Angehörigen der Flotte (lat. classis) rekrutiert.

- pia fidelis: loyal und treu. Domitian (81–96) verlieh den ihm treu gebliebenen römischen Streitkräften in Germania inferior nach der Niederschlagung des Aufstands von Lucius Antonius Saturninus die Ehrenbezeichnung pia fidelis Domitiana.[1]  Der Zusatz kommt in den Militärdiplomen von 150 und 158 vor.

- Domitiana: die Domitianische.

- nauticorum oder nautarum: der Seeleute.

Da es keine Hinweise auf die Namenszusätze milliaria (1000 Mann) und equitata (teilberitten) gibt, ist davon auszugehen, dass es sich um eine reine Infanterie-Kohorte, eine Cohors (quingenaria) peditata, handelt. Die Sollstärke der Einheit lag bei 480 Mann, bestehend aus 6 Centurien mit jeweils 80 Mann.

## Geschichte
Die Kohorte war in der Provinz Germania stationiert. Sie ist auf Militärdiplomen für die Jahre 80 bis 158 n. Chr. aufgeführt.
Eine Cohors Nauticorum (oder Nautarum) wurde vermutlich während der Regierungszeit von Augustus aufgestellt und war wohl für längere Zeit in der Provinz Alpes Maritimae stationiert. Möglicherweise nahm diese Einheit an der Niederschlagung einer Revolte in Aquitanien durch Marcus Valerius Messalla Corvinus um 28 v. Chr. teil.
Die Einheit wurde zu einem unbestimmten Zeitpunkt in die Provinz Germania verlegt, wo sie erstmals durch Diplome nachgewiesen ist, die auf 80 datiert sind. In den Diplomen wird die Kohorte als Teil der Truppen (siehe Römische Streitkräfte in Germania) aufgeführt, die in Germania stationiert waren. Weitere Diplome, die auf 98 bis 158 datiert sind, belegen die Einheit in der Provinz Germania inferior.

## Standorte
Standorte der Kohorte in Alpes Maritimae waren möglicherweise:
- Cemenelum (Cimiez): Mehrere Grabsteine von Angehörigen der Cohors Nauticorum wurden hier gefunden.

Standorte der Kohorte in Germania Inferior waren möglicherweise:
- Kastell Op de Hoge Woerd (Vleuten-De Meern): Ein Ziegel mit dem Stempel COH I CLASSIC P F D wurde hier gefunden.[5]

## Angehörige der Kohorte
Folgende Angehörige der Kohorte sind bekannt:

### Kommandeure
| - Claudius Paternus Clementianus, ein Präfekt | - Q(uintus) Livius Velenius Pius Severus, ein Präfekt (CIL 9, 4885, CIL 9, 4886) |

### Sonstige
| - Apolonius Dionysius, ein Tubicen (CIL 5, 7884) - C(aius) Lucceus, ein Soldat (AE 1904, 7) - Eripo, ein Centurio (CIL 5, 7885) - Ingenuus, ein Centurio (CIL 13, 12061) - L(ucius) Nonius Quadratus, ein Soldat (CIL 5, 7892) - L(ucius) Nonius Rufus, ein Soldat (CIL 10, 6672) - L(ucius) Val(erius) Verecundus, ein Soldat (CIL 13, 12061) - Marius (AE 1964, 249) - Mum(mus), ein Centurio (CIL 5, 7892) | - Pacatus, ein Centurio (AE 1964, 249) - Petronus, ein Centurio (CIL 13, 923) - Sex(tus) Nonius Severus, ein Veteran (CIL 10, 6672) - Sex(tus) Valerius Maxsumus, ein Soldat (CIL 13, 923) - Ti(berius) Iulius Fr(), ein Duplicarius (CIL 5, 7887) - Ti(berius) Iulius Rest(itutus), ein Centurio (CIL 5, 7888) - Ti(berius) Iulius Viacus, ein Soldat (CIL 5, 7888) - T(itus) Aurelius Bodionti(c)us (CIL 5, 7885) - Valerius Gal(lus) Tutus, ein Soldat (CIL 13, 924) |

## Weitere Kohorten mit der BezeichnungCohors I Classica
Es gab noch drei weitere Kohorten mit dieser Bezeichnung, siehe Cohors I Classica (Begriffsklärung).